# Lokeren
Lokeren es una municipalidad situada en la provincia belga de Flandes Oriental. El municipio comprende la ciudad de Lokeren y las poblaciones de Daknam y Eksaarde. Situada junto al río Durme, un afluente del río Escalda, es la segunda ciudad en importancia de la región de Waasland después de Sint-Niklaas. Hasta enero de 2020 el alcalde de la ciudad fue Filip Anthuenis.

## Historia

### Orígenes
Los descubrimientos arqueológicos en la zona de Lokeren demuestran que el área ha estado habitada desde el período Neolítico. En tiempos del Imperio romano una de sus rutas discurría a lo largo del río Durme y fueron los romanos quienes bautizaron a la región con el nombre de Waasland, que deriva de la raíz germánica Wasu que significa “tierra pantanosa”. Sin embargo, la mención más temprana del nombre Lokeren data de 1114. A diferencia de los asentamientos anteriores, la nueva aldea se desarrolló en la margen derecha del río Durme. A mediados del siglo XII ya era una localidad parroquial independiente siendo sus principales actividades económicas la agricultura y el lino. La industria textil fue un importante factor de desarrollo para la ciudad hasta mediados del siglo XX.

### Desde elsigloXVIhasta la actualidad
En 1555, Carlos V le otorgó al pueblo de Lokeren el derecho a establecer un mercado. Durante el siglo XVI y el siglo XVII, toda la región de Waasland quedó en la línea de fuego entre las tropas protestantes de Holanda y las filas católicas de España, lo que ocasionó frecuentemente consecuencias terribles para la población local. Después de la Revolución francesa, la región se convirtió en parte del nuevo Departamento del Escalda y Lokeren fue la cabecera de uno de los cantones. Esto no duró mucho tiempo dado que el departamento fue dividido en 1800 y Lokeren se convirtió en parte del distrito de Dendermonde. Napoleón Bonaparte promovió al pueblo otorgándole la categoría de ciudad en 1804.
Hasta los años 1970, las actividades económicas más destacadas de Lokeren eran los mataderos y la industria del curtido y fieltro. En la actualidad, la ciudad cuenta con una variada infraestructura económica y cultural.

## Demografía

### Evolución
Todos los datos históricos relativos al actual municipio, el siguiente gráfico refleja su evolución demográfica, incluyendo municipios después de efectuada la fusión el 1 de enero de 1977.
| Gráfica de evolución demográfica de Verlaine entre 1846 y 2019 |
|                                                                |

## Lugares de interés
- Lokeren cuenta con varias galerías de arte y un museo que expone la historia local desde la prehistoria hasta mediados del siglo XX.

- Desde el 10 de junio de 1956, la ciudad cuenta con un carillón de 49 campanas.

La reserva natural de Molsbroek está dentro de los límites de la ciudad.

## Habitantes famosos
- Frans Rens, escritor (1805-1874)
- Aimé Anthuenis, jugador de fútbol y entrenador (n. 1943)
- Gabriel de Comane, arzobispo de Europa Occidental del Patriarca ecuménico de la Iglesia Ortodoxa Oriental (n. 1946)
- Franky van der Elst, jugador de fútbol internacional (n. 1954)
- Jelle Van Damme, (n. 1983)jugador de fútbol actualmente en el Standard de Lieja
- Greg Van Avermaet, ciclista profesional, especialista en clásicas y medalla de oro en los Juegos Olímpicos de Río de Janeiro 2016 en la prueba de ciclismo en ruta
- Liesje Sadonius. Cantante del grupo musical Hooverphonic

## Deportes
| Equipo      | Deporte | Competición                    | Estadio       | Creación |
| ----------- | ------- | ------------------------------ | ------------- | -------- |
| KSC Lokeren | Fútbol  | División Nacional 1 de Bélgica | Daknamstadion | 2020     |